# Serhij Holubyc'kyj
Serhij Vitalijovyč Holubyc'kyj (in ucraino Сергій Віталійович Голубицький?, in russo Серге́й Вита́льевич Голуби́цкий?, Sergej Vital'evič Golubickij; Kiev, 20 dicembre 1969) è un ex schermidore ucraino, vincitore di una medaglia d'argento nella scherma ai giochi olimpici.
È il marito della schermitrice tedesca Carolin Wutz.

## Palmarès
- Argento

Barcellona 1992: fioretto individuale
- Mondiali di scherma

1989 - Denver: oro nel fioretto a squadre.
1990 - Lione: bronzo nel fioretto a squadre.
1993 - Essen: argento nel fioretto individuale.
1995 - L'Aia: bronzo nel fioretto individuale.
1997 - Città del Capo: oro nel fioretto individuale.
1998 - La Chaux-de-Fonds: oro nel fioretto individuale.
1999 - Seul: oro nel fioretto individuale.
- Europei di scherma

1995 - Keszthely: oro nel fioretto individuale.
1997 - Danzica: argento nel fioretto individuale.